# Дъстин Браун
Дъстин Браун (на английски: Dustin James Brown) е американски хокеист. Капитан е на отбора на Лос Анджелис Кингс и играе на позиция дясно крило. Висок е 183 см и тежи 94 кг.
Капитан на националния отбор на САЩ по хокей.

## Биография
Започва да играе професионално хокей в Лос Анджелис Кингс, където е избран под номер 13 в драфта през 2003. Първоначално е преотстъпен в Манчестър Монархс, за да натрупа опит. Върнат е в отбора на Лос Анджелис Кингс през 2005 и още в следващия сезон (2006 – 2007) се превръща в основна фигура в нападението, отбелязвайки 17 гола (46 точки). В началото на сезон 2007 – 2008 подписва 6-годишен договор (на стойност $19 милиона) и отбелязва 33 гола (60 точки).
През октомври 2008 е избран за капитан на отбора, ставайки по този начин най-младия капитан в историята на Лос Анджелис Кингс. Капитан е и на националния отбор на САЩ, с който печели бронзов медал на Световното първенство през 2004.